# فيني مكارثي
فيني مكارثي (بالإنجليزية: Vinny McCarthy)‏ هو لاعب كرة قدم بريطاني في مركز نصف الجناح، ولد في 27 سبتمبر 1958 في غلاسكو في المملكة المتحدة. لعب مع نادي شامروك روفرز وووترفورد يونايتد.